# خطای بنیادی برچسب‌زدن
خطای بنیادین اِسناد یک نوع سوگیری و گرایش متداول است که افراد در توصیف و تبیین علل رفتارهای اجتماعی یک نفر، نقش عوامل شخصیتی یا ویژگی‌های پایدار او را مهم‌تر از صرف واکنش او به موقعیت‌های محیطی‌اش برآورد می‌کند.
علت وجود خطای بنیادی اسناد این است که اغلب افراد، به‌عنوان مشاهده‌گر، این واقعیت را نادیده می‌گیرند که هر فرد، بسته به موقعیت پیش رو، نقش‌های اجتماعی متعددی را ایفا می‌کند که دیگری ممکن است تنها شاهد یکی از آنها باشد. بدین‌سان، اهمیت موقعیت‌های اجتماعی در تبیین رفتار یک فرد به‌سادگی نادیده می‌شود.
خطای بنیادی و روش جلوگیری از آن
از آنجا که احساس با رفتاری هایی بسیار ابتدایی سرو کار دارد و ادراک داده های ما را از حواس میگیرد و آنها را طی فرآیندی شناختی تفسیر می کند گاها با خطای بنیادی مواجه می شویم که در آن فرد شکستها را به عوامل درونی و موفقیت ها را به عوامل بیرونی نسبت می دهد
برای جلوگیری از بروز چنین خطایی باید 3 اصل زیر را در نظر گرفت
1. اطلاعات و دانش بروز و صحیح
2. فهم درست از موضوع
3. ادراک درست فرآیند شناختی